# Neurula
Die Neurula ist ein Stadium in der Embryonalentwicklung, das auf die Gastrula folgt. Es zeichnet sich durch die so genannte Neuralwülste aus. Dabei handelt es sich um zwei seitliche Streifen, in denen sich auf der Rückenseite das Ektoderm zum Neuralrohr, dem späteren Zentralnervensystem mit Gehirn und Rückenmark, aufwölbt.